# Ице
Ице (њем. Uetze) општина је у њемачкој савезној држави Доња Саксонија. Једно је од 21 општинског средишта округа Регион Хановер. Према процјени из 2010. у општини је живјело 20.265 становника. Посједује регионалну шифру (AGS) 3241018.

## Географски и демографски подаци
Ице се налази у савезној држави Доња Саксонија у округу Регион Хановер. Општина се налази на надморској висини од 51 метра. Површина општине износи 140,6 km². У самом мјесту је, према процјени из 2010. године, живјело 20.265 становника. Просјечна густина становништва износи 144 становника/km².

## Међународна сарадња
| Мјесто  | Држава | Врста сарадње | Од    |
| ------- | ------ | ------------- | ----- |
| Праесто | Данска | партнерство   | 1980. |
| Извор   |        |               |       |